# 셰리든군 (와이오밍주)

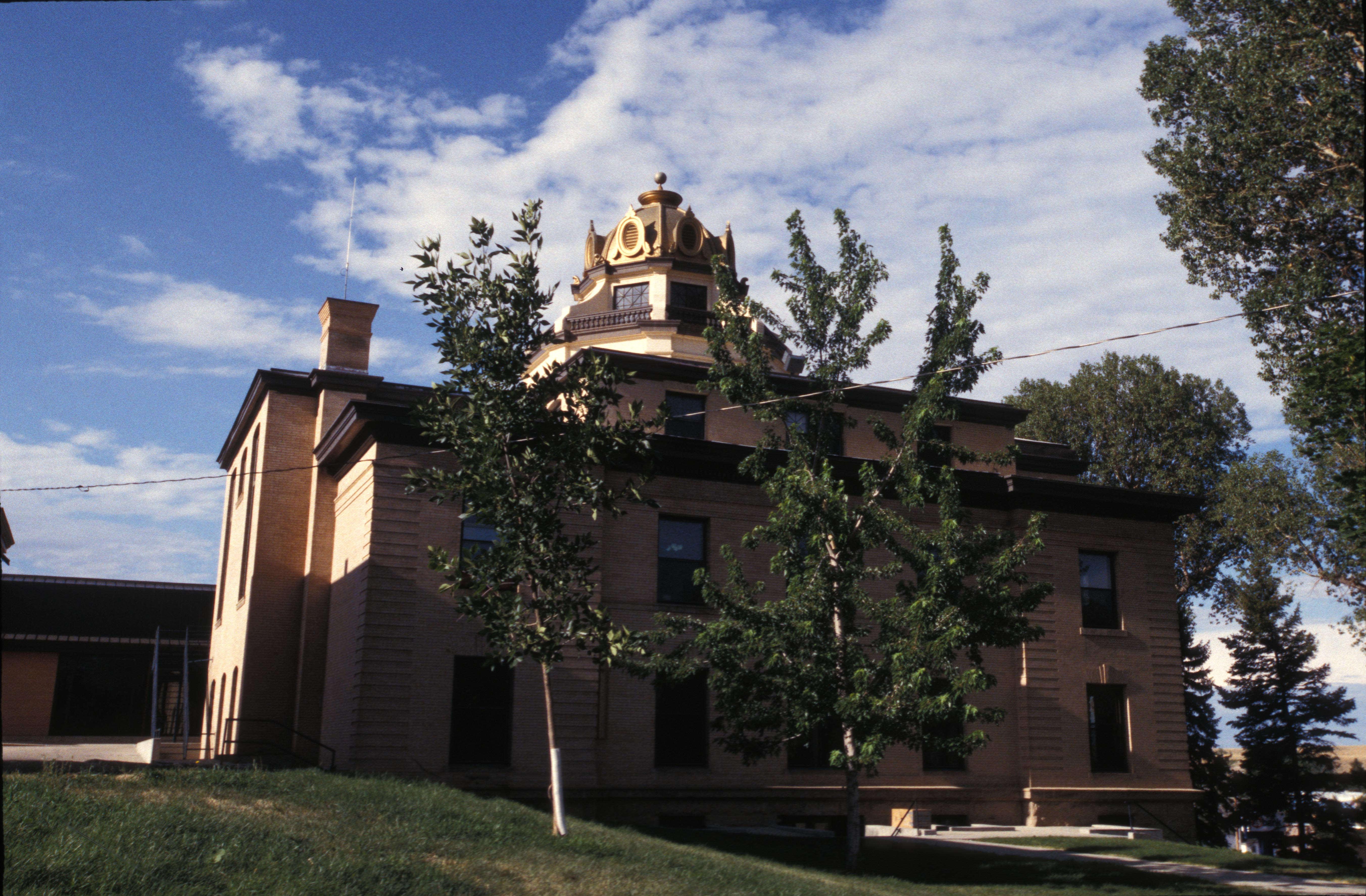

셰리든군 또는 셰리든 카운티(Sheridan County)는 미국 와이오밍주에 위치한 군이다. 2010년 기준으로 이 지역의 인구 수는 총 29,116명이다. 2019년 추산으로 이 지역의 총 인구 수는 30,485명이다.

## 인구
| 인구조사                                | 인구   | Note  | %±     |
| --------------------------------------- | ------ | ----- | ------ |
| 1890년                                  | 1,972  |       | —      |
| 1900년                                  | 5,122  |       | 159.7% |
| 1910년                                  | 16,324 |       | 218.7% |
| 1920년                                  | 18,182 |       | 11.4%  |
| 1930년                                  | 16,875 |       | −7.2%  |
| 1940년                                  | 19,255 |       | 14.1%  |
| 1950년                                  | 20,185 |       | 4.8%   |
| 1960년                                  | 18,989 |       | −5.9%  |
| 1970년                                  | 17,852 |       | −6.0%  |
| 1980년                                  | 25,048 |       | 40.3%  |
| 1990년                                  | 23,562 |       | −5.9%  |
| 2000년                                  | 26,560 |       | 12.7%  |
| 2010년                                  | 29,116 |       | 9.6%   |
| 2019 (추산)                             | 30,485 | [ 1 ] | 4.7%   |
| US Decennial Census 1870–2000 2010–2016 |        |       |        |

## 같이 보기
- 와이오밍주